# Денотат
Денота́т (від лат. denotatum — позначуване; позначуваний предмет) — однозначна назва предметів та явищ, протилежна конотату, на відміну від якого (від конотата) вказує на процес однозначного відношення назви з об'єктом, без урахування його різноманітних характеристик, тому не кожен денотат відображає відповідний реальний об'єкт (найчастіше це стосується оксиморонів, хіазмів тощо), тому відповідне значення має визначатися в контексті. Денотат — це понятійне ядро значення, без суб'єктивних відтінків, експресивно-стилістичного забарвлення. Вважається еквівалентом терміна «обсяг поняття», що використовується в традиційній логіці.
Це поняття семіотики (загальної теорії знаків), лінгвістики (мовознавство), філософії мови, літературознавства.
Об'єктивна дійсність представлена предметами, процесами, ознаками, відношеннями та явищами, які потребують словесного вираження. Як об'єкти семантики лексеми є денотатами. Значення слова, яке обмежується  відображенням певного денотата, є денотативним, наприклад: будинок — «споруда, призначена для житла», корабель — «велике морське судно», кінь — «свійська тварина, яку використовують для перевезення людей і вантажів», дід — «батьків або материн батько». Результати пізнання людиною дійсності закріплюються в словах і втілюються в їхніх значеннях.
Детонатом, як правило, позначають одиничний предмет, на відміну від референта, який називає клас предметів. Поняттям денотат оперують в аналітичному (референційному) підході до розуміння значення слова. У підході використовують так званий семантичний трикутник, кути якого позначають звукову форму слова, означуване поняття (сигніфікат) та сам денотат, тобто одиничний предмет називання. 
Терміни «денотат» і «референт» часто розглядають як синонімічну пару, але правильніше їх розрізняти, що важливо при критичному аналізі художнього тексту.